# Озолиня, Лилита Арвидовна
Ли́лита О́золиня (латыш. Lilita Ozoliņa; 19 ноября 1947, Рига — 5 июня 2023, Латвия) — советская и латвийская актриса театра и кино. Заслуженная артистка Латвийской ССР (1983).

## Биография
Родилась в Риге в семье интеллигентов. У Лилиты была старшая сестра Вия. Отец был репрессирован, а мать с двумя девочками депортирована в Сибирь. Во время переезда старшая сестра Вия, которой было три года, погибла.
«Моего отца, латышского лётчика, репрессировали. Мама ехала за ним в ссылку, и моя старшая сестра Вия погибла в одном из ссыльных поездов. Попросту замерзла» 
В 1956 году отца реабилитировали, и Лилита с матерью вернулась из Сибири в Ригу.
В школьные годы хотела заниматься медициной, параллельно с учёбой в средней школе обучалась в медицинском училище и практиковалась в качестве медсестры в Республиканской детской клинической больнице в Риге, на ул. Виенибас гатве.
В десятилетнем возрасте пробовалась на роль пастушки в фильме «Эхо», но её не взяли. По прошествии 8 лет Лилита поступила в Народную студию киноактёра при Рижской киностудии.
С 1966 года начала работать в Художественном театре имени Яна Райниса. В 1969 году Лилита окончила студию киноактёра, а в 1971 — актёрский факультет Латвийской государственной консерватории имени Я. Витола.
В то же время состоялся её дебют в кино, она сыграла роль Велты в фильме «Когда дождь и ветер стучат в окно» (1967), который снимал один из преподавателей студии, режиссёр Алоиз Бренч. После этого последовали другие работы в кино. Однако популярность ей принесла роль Марты в фильме «Долгая дорога в дюнах» (1980), снятом открывшим её когда-то Алоизом Бренчем. После успеха последовали многочисленные предложения ролей, в их числе мюзикл «Краткое наставление в любви», комедия «Личная жизнь Деда Мороза» (1982), политический детектив «Двойной капкан» (1985) и другие.
Актриса активно участвовала в общественной и политической жизни своей страны: с 1975 года — член КПСС; была депутатом Верховного Совета Латвийской ССР.
После распада СССР не стало работы на Рижской киностудии, но остался театр. Лилита Озолиня работала на двух рижских сценах: в театре «Дайлес» и Рижском театре русской драмы.
В 1994 году Лилита Озолиня участвовала в работе рижского Международного фестиваля актёров кино «Балтийская жемчужина», была членом жюри киносмотрa под председательством народной артистки СССР Вии Артмане. В 1997-м являлась председателем жюри этого фестиваля.
В 2014 году воплотила образ возлюбленной выдающегося живописца XX века в постановке «Женщины Пикассо» — Ольги Хохловой, бывшей балерины труппы Дягилева и дочери русского генерала.
Скончалась 5 июня 2023 года в Латвии. Похоронена в Риге на кладбище Райниса рядом с родителями.

## Семья
Отец — Арвид Озолиньш (латыш. Arvīds Ozoliņš, 1913—1948), лётчик-испытатель. Репрессирован органами государственной безопасности в 1948 году. Похоронен в Риге на кладбище Райниса.
Мать — Альбертина Озолиня (латыш. Albertīna Ozoliņa, 1913—2003), работала помощником режиссёра на немецкой киностудии. Похоронена в Риге на кладбище Райниса рядом с мужем.
Старшая сестра — Вия Озолиня, погибла в трёхлетнем возрасте при депортации семьи в Сибирь.
Младший брат — Дзинтарс Озолиньш (латыш. Dzintars Ozoliņš, 1951—2015). Похоронен в Риге на кладбище Райниса.
Неоднократно была замужем.
- Дочь — Лилиана Озолиня (латыш. Liliāna Ozoliņa), работала директором телеканала MTV Latvija.

## Фильмография
- 1967 — Когда дождь и ветер стучат в окно — Велта
- 1968 — За поворотом — поворот — Инга
- 1969 — Лучи в стекле — Ася Ритум
- 1970 — Насыпь — Дзидра
- 1970 — Клав — сын Мартина — Ласма
- 1971 — Прогулка — Лилита
- 1972 — Петерс — Настя
- 1973 — Шах королеве бриллиантов — Майга Страута, доктор
- 1973 — Афера Цеплиса — гостья на свадьбе
- 1973 — Олег и Айна — Айна
- 1974 — Не бойся, не отдам! — Дезия
- 1975 — В клешнях чёрного рака — Мара
- 1976 — Сын председателя — Марина
- 1976 — Соната над озером — Вия
- 1979 — Ночь без птиц — Илзе
- 1979 — Незаконченный ужин — Соня
- 1980 — Жаворонки — Визма
- 1980 — Долгая дорога в дюнах — Марта
- 1982 — Личная жизнь Деда Мороза — Ольга Карповна
- 1983 — Краткое наставление в любви — Анна
- 1984 — Аплодисменты, аплодисменты… — гостья на вечеринке
- 1985 — Двойной капкан — Эва
- 1985 — Встретимся в метро — Наташа
- 1985 — Дороги Анны Фирлинг — Иветта
- 1985 — Фронт в отчем доме — Элга
- 1986 — Двойник — Нина
- 1986 — Он, она и дети — Валерия Снежкова
- 1990 — Майя и Пайя
- 1990 — Семья Зитаров — Алвина
- 1996 — Анна
- 2000 — Билет до Риги
- 2002 — Прогулка
- 2004 — Красная капелла — мадам Маер
- 2011 — Хранимые судьбой — Роза Арвидовна Лацис
- 2016 — Герой — Елизавета Ивановна Езерская

## Признание
- 1983 — Государственная премия СССР (1983) — за роль Марты в телефильме «Долгая дорога в дюнах».
- 1983 — Заслуженная артистка Латвийской ССР.
- 2000 — Премия имени Вии Артмане (Международный фестиваль актёров кино «Балтийская жемчужина», Латвия) — за вклад в латвийское кино.
- 30.03.2009 — Офицер ордена Трёх звёзд IV степени (Латвия)[11].
- 2013 — Международная премия «Балтийская звезда»[12].